# Викеке
Вике́ке (тетум Vikeke, порт. Viqueque) — город на юго-востоке центральной части Восточного Тимора. Расположен на высоте 140 м над уровнем моря, в 95 км к юго-востоку от столицы государства, города Дили и в 44 км к югу от города Баукау (по прямой). Расстояние до Дили по дорогам составляет 183 км.
Население подокруга Викеке по данным на 2012 год составляет 24 387 человек; по данным на 2004 год оно насчитывало 20 640 человек. Большая часть населения говорит на одном из диалектов языка тетум. Средний возраст населения — 18,4 лет.